# Александар Винербергер
Александар Винербергер (Беч, 8. децембра 1891 – Салцбург, 5. јануар 1955) је био аустријски хемијски инжењер који је 19 година радио у хемијским компанијама СССР-а. Док је радио у Харкову, створио је серију фотографија о Гладомору 1932-1933, које су постале фотографски докази о масовној вештачки и наменски изазваној глади украјинског народа у то време. Током Другог светског рата се борио на страни нациста.

## Биографија
Алекандер Винербергер рођен је у Бечу 1891. године у породици мешовитог порекла. Упркос чињеници да је његов отац био Јеврејин, а мајка Чехиња, сам Александар се сматрао Аустријанцем и атеистом, и након Аншлуса неуспешно покушао да се учлани у Националсоцијалистичку немачку радничку партију.
Од 1910. до 1914. године студирао је на Филозофском факултету Универзитета у Бечу.
Током Првог светског рата мобилизован је у аустроугарску војску, учествовао у борбама против руске војске и заробљен је 1915. године.
Године 1917. дозвољено му је пресељење у Москву, где је са пријатељима основао хемијску лабораторију. Јесени 1919. покушао је да побегне из совјетске Русије у Аустрију преко Естоније користећи лажне документе, али није успео у томе. У Пскову га је ухапсила полиција. Винербергер је осуђен за шпијунажу. Велики део 1920-их провео је у затвору Лубјанка у Москви. За време боравка у затвору, совјетска влада је ценила његове способности као хемичара, који је запошљавао стране затворенике који су радили у производњи. Винербергера су именовали за инжењером за производњу лакова и боја, а касније су радили у фабрикама експлозива.
1927. раскинуо је његов брак са Јозефине Ронимојс. Бивша супруга је заједно са ћерком Анемари и сином Александром остала у Естонији (касније се Анемари преселила у Аустрију).
Винербергер је посетио родбину у Бечу први пут од затвора 1928. године и оженио се Лили Кимерман, ћерком произвођача из Швехата. По повратку у Москву, укинута су ограничења која су омогућила његовој жени да се пресели у Совјетски Савез. 1931. супрузи је дозвољено да се накратко врати у Беч, где је родила њихову ћерку Марго.
Почетком 1930-их породица Винербергер живела је у Москви, где је Александар имао положај у хемијској фабрици. 1932. године послан је у Љубучани (Московска област) на место техничког директора фабрике пластике, а 1933. премештен је на равноправно место у Харкову.

### Фотографски докази глади 1932 - 1933
Живећи у Харкову, тада главном граду Украјинског ССР-а, Винербергер је био сведок велике глади и фотографисао је призоре које је виђао на градским улицама, упркос томе што је НКВД претио хапшењем.
Током боравка у Харкову, Александар Винербергер потајно је створио око 100 фотографија града током Голодомора. Његове фотографије приказују редове гладних људи у продавницама, гладну децу, тела људи који су умрли од глади на улицама Харкова и масовну гробницу жртава глади. Инжењер је своје фотографије створио помоћу немачке камере Лејка, коју су му вероватно пренели пријатељи из иностранства.
Одлазећи у Аустрију 1934. године, Винербергер је негативе послао дипломатском поштом уз помоћ аустријске амбасаде. Аустријске дипломате инсистирале су на таквој опрези, јер постоји велика вероватноћа да се на граници претраже личне ствари, а евентуално откривање фотографија може му угрозити живот. По повратку у Беч, Винербергер је поклонио слике кардиналу Теодору Иницеру (у то време, симпатизеру нациста и Аншлуса), који их је заједно са генералним секретаром Међународног комитета националних мањина Евалдом Амендејем представио Лиги нација.
1934. Патриотски фронт у Аустрији објавио је фотографије Винербергера у малом памфлету под називом "Rußland, wie es wirklich ist" (Русија каква заиста јесте), али без приписивања.
Фотографије Винербергера први пут су јавно доступне 1935. године захваљујући публикацији у књизи "Треба ли Русија да гладује?" (Muss Russland Hungern) Евалда Аменде; име аутора фотографија није било споменуто због бриге за сигурност аутора. Александар Винербергер је 1939. објавио своју властиту књигу мемоара о животу у Совјетском Савезу у Аустрији, у којој су два поглавља посвећена Голодомору. Фотографије су уврштене у његове мемоаре објављене 1942. године.
Током Другог светског рата се добровољно пријавио за учешће на Источном фронту, на немачкој страни.. 1944. Винербергер је био официр колаборационистичке Руске ослободилачке војске. Након рата, успео је да избегне пребацивање совјетским снагама - завршио је у америчкој окупацијској зони у Салцбургу, где је умро 1955.
Тренутно су фотографије Виенербергера објављене у многим другим радовима и посебно су изложене у Канадском музеју људских права у Винипегу.

### На украјинском
- Голодомор - Знімки австрійського фотографа-аматора, зображення жертв, місць масових поховань на околицях Харкова та вимерле від голоду село. МЗС України
- Александр Вінербергер у спогадах доньки. Національний музей Голодомору-геноциду BBC Україна
- Це був геноцид: історія британської фотохудожниці, яка ширить пам'ять про Голодомор
- Зустріч з правнучкою інженера Вінербергера, автора унікальних фото Голодомору. Національний музей Голодомору-геноциду BBC Україна
- Український Голодомор очима австрійця. Радіо «Свобода»
- Люди помирали просто на узбіччях - жахіття Голодомору очима австрійського інженера Вінерберґера. Gazeta.ua
- Люди Правди, кремлівська пропаганда і корисні ідіоти. Архивирано на веб-сајту  (30. мај 2020) Дзеркало тижня
- Невідомі фото Голодомору інженера Вінербергера. Радіо «Свобода»
- «Годували свиней трупами»: опубліковано невідомі раніше фото Голодомору. Obozrevatel
- Голодомор: унікальні фото від австрійського інженера. Ukrinform
- Іноземці про Голодомор: унікальні фото від австрійського інженера. Glavcom.ua

### На другим језицима
- Holodomor u Harkovskoj regiji. Fotografiju Aleksandra Wienerbergera
- Alexander Wienerberger: Sjećanja njegove kćeri [preuzeto 20.10.2013].
- Alexander Wienerberger
- Ukrajinski holodomor očima Austrije
- Josef Vogl. Alexander Wienerberger   - Fotograf des Holodomor. U: Dokumentationsarchiv des österreichischen Widerstandes (Hrsg. ), Feindbilder, Wien 2015 (= Jahrbuch 2015), S. 259—272
- Unikalʹnye foto Goloomora v Ukraine: njihov tajkom snâl Aleksandr Vinnerberger
- «Riskuya pohodâtʹ v osteniki NKVD, moj padež fotografirao žrtvu Goloomora»